# Горбунов, Анатолий Валерианович
Анато́лий Валериа́нович Горбуно́в (латыш. Anatolijs Gorbunovs; род. 10 февраля 1942, Пилда) — советский и латвийский политический деятель, последний председатель Президиума Верховного Совета Латвийской ССР (1988—1990) и первый глава государства после восстановления независимости Латвии (до избрания президентом Гунтиса Улманиса в 1993 году).

## Биография
Родился 10 февраля 1942 года в Пилдской волости (ныне Лудзенский край, Латвия), в латышской семье.
В 1970 году окончил Рижский политехнический институт (РПИ), в 1978 году — Академию общественных наук при ЦК КПСС. Член КПСС с 1966 года.
С 1959 года работал в совхозе «Никраце» Скрундского района Латвийской ССР, институте «Латгипросельстрой» и РПИ. В 1969—1970 годах — секретарь комитета комсомола РПИ, затем первый секретарь Кировского райкома Ленинского коммунистического союза молодежи Латвии (ЛКСМЛ) в Риге. С 1974 года — заведующий отделом, затем первый секретарь Кировского райкома Компартии Латвии (КПЛ) в Риге. С 1982 года — секретарь Рижского горкома КПЛ. С 1984 года — заведующий отделом административных органов ЦК КПЛ. С 1985 года — секретарь ЦК КПЛ по вопросам идеологии. В 1988 году избран председателем Президиума Верховного Совета Латвийской ССР. В 1988 году поддержал Народный фронт Латвии, позже выступивший за восстановление независимости республики.
С момента провозглашения восстановления независимости Латвии в 1990 году и до избрания президентом Гунтиса Улманиса в 1993 году являлся номинальным главой государства как председатель парламента. В 1993 году стал одним из основателей партии «Латвийский путь». Был депутатом пятого и седьмого сеймов Латвии от этой партии.
В 1993—1995 годах — председатель Сейма Латвии. С 1996 по 2002 год был министром среды и регионального развития в трёх правительствах, министром сообщений в двух правительствах и недолгое время министром экономики. Возглавлял латвийскую делегацию в латвийско-российской межправительственной комиссии. В 1999 году выдвигался в президенты Латвии.
С 2003 года — председатель совета государственного акционерного общества «Latvijas valsts meži» (рус. «Латвийские государственные леса»).
Награждён орденом Трёх звёзд (2005), Памятным знаком участника баррикад 1991 года и медалью Балтийской ассамблеи (2011).
Женат, есть сын и внук.